# Michael Scheer
Michael Scheer ist ein Bremer Verhaltensbiologe und Bioakustiker sowie Geschäftsführer der Gesellschaft für integrative Beschäftigung in Gröpelingen, bei der er seit 1999 arbeitet. Er erforscht die Kommunikation von freilebenden Walen und Delfinen. An der Universität Bremen schrieb er 1999 über Lautäußerungen und Verhalten von Kurzflossen-Grindwalen seine Diplomarbeit.

## Publikationen (Auswahl)
- mit Bianka Hofmann, Itay Peter Behr: Discrete pod-specific call repertoires among short-finned pilot whales (Globicephala macrorhynchus) off the SW coast of Tenerife, Canary Islands. Poster presented at World Marine Mammal Science Conference in Monaco, 20.–24. Januar, 1998.
- mit Bianka Hofmann, Itay Peter Behr: Interactions between whale watching vessels and short-finned pilot whales (Globicephala macrorhynchus) off the southwest coast of Tenerife, Canary Islands: behavioural implications, Bericht für die Viceconsejeria de Medio Ambiente, Tenerife, 1998.
- Lautäußerungen und Verhalten von Kurzflossen-Grindwalen (Globicephala macrorhynchus) vor der Südwestküste Teneriffas, Diplomarbeit, Universität Bremen 1999.
- mit Bianka Hofmann: Das Dolphin Space Programm, in: Krankendienst 1 (2004) 12–15. (online, PDF)
- mit Bianka Hofmann, Itay Peter Behr: Ethogram of selected behaviors initiated by free-ranging short-finned pilot whales (Globicephala macrorhynchus) and directed to human swimmers during open water encounters, in: Anthrozoös 17 (2004) 244–258.
- mit Ralph Tiedemann, Katja Moll, Kirsten B. Paulus, Patrick Williot, Ryszard Bartel, Jörn Gessner, Frank Kirschbaum: Atlantic sturgeons (Acipenser sturio, Acipenser oxyrinchus): American females successful in Europe, in: Naturwissenschaften 94 (2007) 213–217.
- Können Delfine heilen? Neue wissenschaftliche Befunde zum Thema „Delfinassistierte Therapie“, in: Krankendienst 7 (2008) 208–211.
- Swim encounters with wild whales and dolphins: a mutual pleasure? in: The Whale and Dolphin Magazine 1 (2009) (online, PDF).
- mit C. Pagel, M. Lück: Swim encounters with killer whales (Orcinus orca) off northern Norway: interactive behaviours directed towards human divers and snorkellers obtained from opportunistic underwater video recordings, in: Journal of Ecotourism 16 (2017) 190–200.